# Лешель (Эна)
Леше́ль (фр. Leschelle) — коммуна во Франции, находится в регионе Пикардия. Департамент коммуны — Эна. Входит в состав кантона Гюиз. Округ коммуны — Вервен.
Код INSEE коммуны — 02419.

## Население
Население коммуны на 2010 год составляло 296 человек.
| 1962 | 1968 | 1975 | 1982 | 1990 | 1999 | 2010 |
| ---- | ---- | ---- | ---- | ---- | ---- | ---- |
| 453  | 415  | 335  | 351  | 305  | 282  | 296  |

## Экономика
В 2010 году среди 172 человек трудоспособного возраста (15—64 лет) 120 были экономически активными, 52 — неактивными (показатель активности — 69,8 %, в 1999 году было 68,7 %). Из 120 активных жителей работали 108 человек (67 мужчин и 41 женщина), безработных было 12 (4 мужчины и 8 женщин). Среди 52 неактивных 10 человек были учениками или студентами, 22 — пенсионерами, 20 были неактивными по другим причинам.